# Dorfkirche Drachhausen

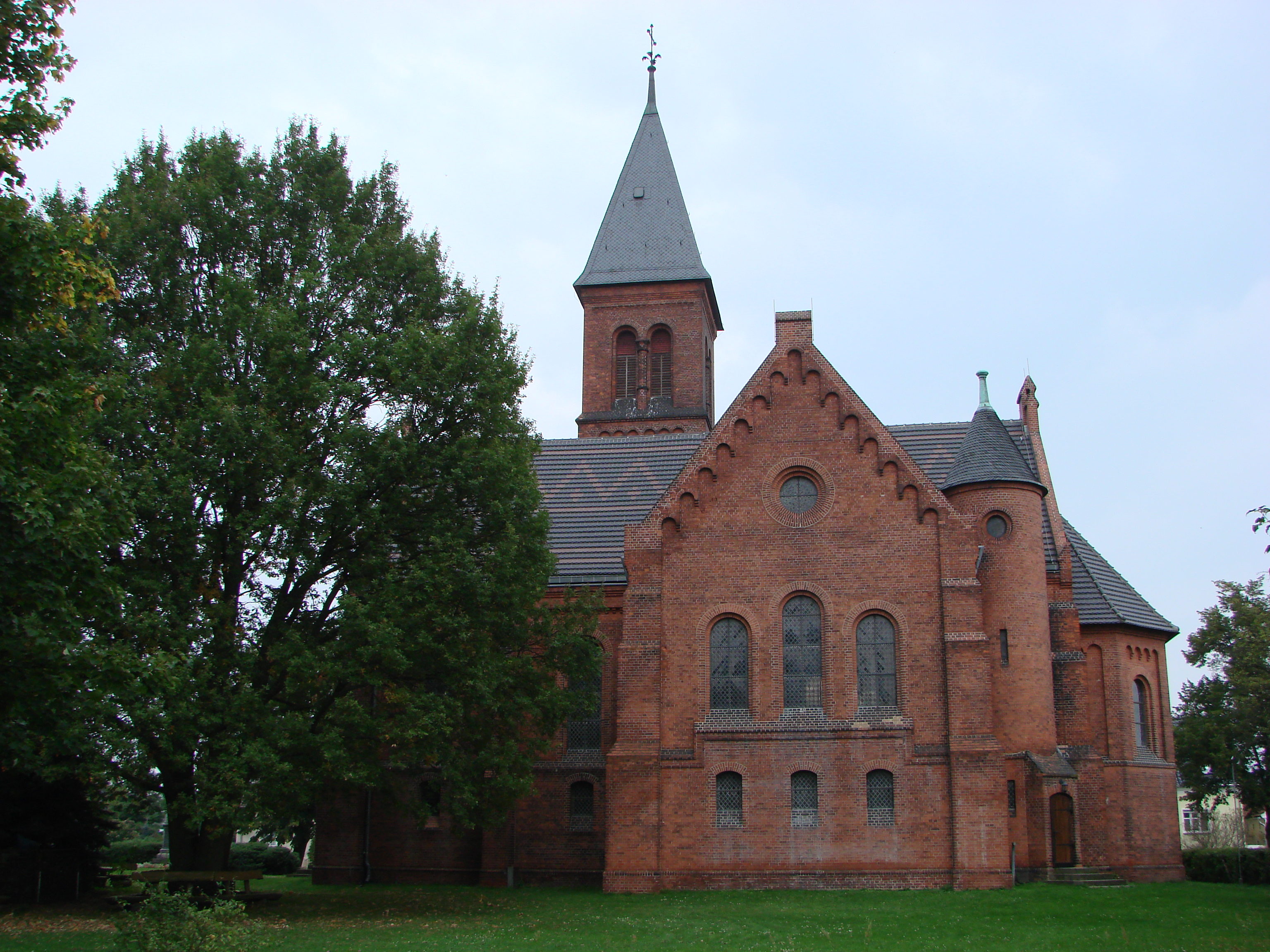
Dorfkirche Drachhausen (2014)

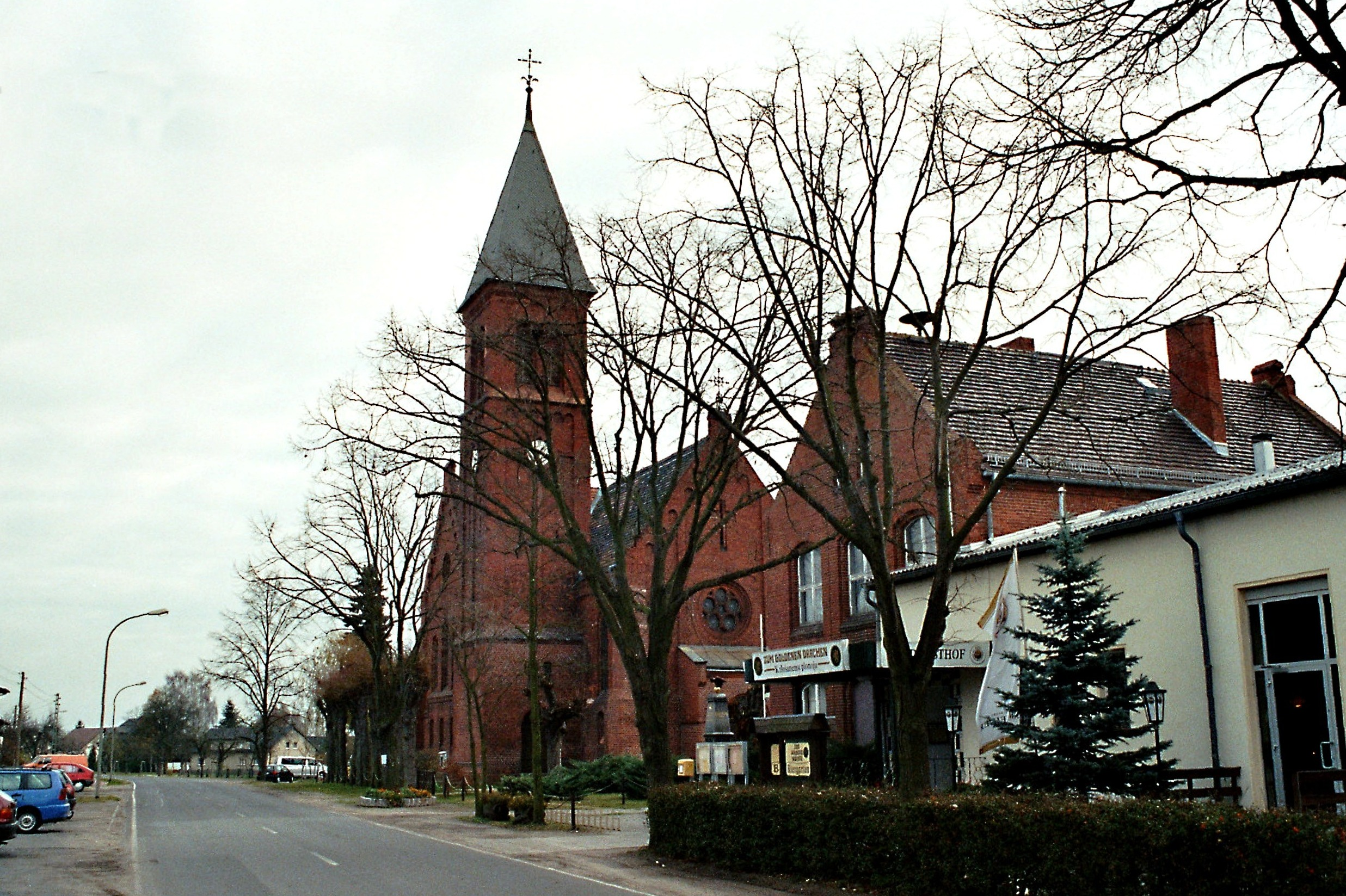
Die Kirche von der Straße aus gesehen (2005)

Die Dorfkirche „St. Laurentius“ Drachhausen ist das Kirchengebäude der evangelischen Gemeinde Drachhausen im Landkreis Spree-Neiße in Brandenburg. Es gehört zur Kirchengemeinde Peitz im Kirchenkreis Cottbus, der Teil der Evangelischen Kirche Berlin-Brandenburg-schlesische Oberlausitz ist, und steht unter Denkmalschutz.

## Architektur und Geschichte
Der Grundstein für die heutige Drachhausener Kirche wurde am 6. August 1894 gelegt. Sie wurde anstelle eines zuvor abgerissenen Kirchenbaus aus dem Jahr 1773 errichtet, schon seit 1513 ist Drachhausen als Kirchdorf belegt. Bereits die erste Kirche trug das Patrozinium des heiligen Laurentius von Rom. Die Dorfkirche entstand nach einem Entwurf des Baurates Robert Beutler unter Leitung des Regierungsbaumeisters Schlaeger, der unter anderem auch für den Bau der Dorfkirche Markgrafpieske östlich von Berlin verantwortlich zeichnete. Im November 1894 wurde für das Kirchenschiff Richtfest gefeiert, nach anderthalbjähriger Bauzeit konnte die Kirche am 20. Dezember 1895 eingeweiht werden.
Die Kirche ist ein kreuzförmiger neuromanischer Backsteinbau mit einem eingezogenen, dreiseitig umschlossenen Chor, der von der Sakristei und einem runden Treppenturm flankiert wird. Die Fassaden sind mit Rundbogenfenstern, Ecklisenen und Rundbogenfries versehen. Am nordwestlichen Teil des Gebäudes befindet sich der deutlich höhere Kirchturm mit gekuppelten Schallöffnungen. In ihrem Inneren hat die Kirche ein Kreuzrippengewölbe. An der Westseite und an den Querhäusern hat die Kirche Emporen, auf der Westempore befindet sich die Orgel, die vom Orgelbaumeister Conrad Geißler gefertigt wurde. Unter der Orgelempore befindet sich die Winterkirche, die mit einer transparenten Trennwand vom Rest des Gebäudes getrennt ist. Der Boden der Kirche ist gelb und rot gefliest. 
Das Geläut bestand zunächst aus drei Turmglocken der Gießerei Jauck aus Leipzig, von denen zwei während des Ersten Weltkrieges zugunsten der Waffenproduktion abgegeben werden mussten und eingeschmolzen wurden. Sie wurden 1925 durch zwei Bronzeglocken der Firma Schilling aus Apolda ersetzt.
Altar, Kanzel und Bänke in der Kirche stammen noch aus der Bauzeit. Das achteckige Taufbecken besteht aus Sandstein. Da Drachhausen seit 1973 in einem Bergbauschutzgebiet lag und dem Braunkohlebergbau in der Lausitz zum Opfer fallen sollte, wurden lange Zeit keine Instandsetzungsarbeiten an der Kirche vorgenommen. Nachdem die Planungen zum Abriss des Dorfes 1992 verworfen wurden, erfolgte eine umfangreiche Sanierung der Kirche. Um 2002 wurden weitere Umbauarbeiten durchgeführt.

## Kirchengemeinde
Zur Kirchengemeinde Drachhausen gehören neben der Gemeinde Drachhausen und den dazugehörigen Siedlungsteilen noch ein Teil der Gemeinde Fehrow als Filialkirche. Ab 1694 war Drachhausen ein eigener Pfarrsprengel. Laut Arnošt Muka wurde in den 1880er-Jahren in Drachhausen sowohl auf Sorbisch als auch auf Deutsch gepredigt, überwiegend jedoch in sorbischer Sprache. Grund dafür war unter anderem, dass die deutschsprachigen Gottesdienste aufgrund zu geringer Teilnehmerzahlen häufig ausfielen.
Die Kirchengemeinde war der Superintendentur Cottbus und ist heute dem Kirchenkreis Cottbus unterstellt. Die Superintendentur gehörte bis 1945 zur Evangelischen Landeskirche der älteren Provinzen Preußens und nach deren Zerfall zur Evangelischen Kirche in Berlin-Brandenburg, die wiederum am 1. Januar 2004 in der Evangelischen Kirche Berlin-Brandenburg-schlesische Oberlausitz aufging.
Ab 1980 war die Kirchengemeinde Drachhausen wieder dem Pfarrsprengel Peitz unterstellt. Am 1. Januar 2024 wurde die Kirchengemeinde Drachhausen in die Kirchengemeinde Peitz eingegliedert.